# 香港電腦節
香港電腦節（英語：Hong Kong Computer Festival，縮寫HKCF）為由香港電腦商會主辦、由深水埗區議會協辦（2002年至2010年）的年度大型活動，為香港最大型的戶外資訊科技展覽，旨在介紹最新的電腦產品和讓商戶以低價促銷電腦和通訊產品，同時促進香港經濟。
香港電腦節早期在深水埗高登電腦中心與黃金電腦商場外（福華街、福榮街及桂林街）舉行；2008年和2009年連續兩屆錄得每小時逾萬人次的參觀者，最高峰時期逾兩萬人次。2010年起，更在面積比較廣闊的長沙灣遊樂場舉行。2012年起，此活動停辦。

## 舉辦日期
- 香港電腦節2002資訊科技嘉年華——舉辦日期：2002年12月13日至2002年12月15日。
- 香港電腦節2003資訊科技大匯展——舉辦日期：2003年5月29日至2003年6月1日。
- 香港電腦節2003聖誕資訊科技大匯展——舉辦日期：2003年12月11日至2003年12月14日。
- 香港電腦節2004聖誕資訊科技大匯展——舉辦日期：2004年12月10日至2004年12月13日。
- 香港電腦節2005-2006資訊科技大匯展——舉辦日期：2006年1月6日至2006年1月9日。
- 香港電腦節2006-2007——舉辦日期：2007年1月12日至2007年1月15日。
- 香港電腦節2008-2009——舉辦日期：2008年12月5日至2008年12月8日。
- 香港電腦節2009-2010——舉辦日期：2010年1月15日至2010年1月18日。
- 香港電腦節2011——舉辦日期：2011年2月18日至2011年2月21日。
- 香港電腦節2012——舉辦日期：2011年12月30日至2012年1月2日。

## 歷史
首屆香港電腦節於2002年12月舉行，深受歡迎。
2003年5月，主辦單位為恢復因為SARS事件而重創的香港經濟，於同月舉辦另一次香港電腦節，地點為深水埗。於2003年10月，同一地點亦有另一次香港電腦節。該次，創立健力士世界紀錄的「千人砌機大匯演」，後來更被時任香港行政長官董建華透過《2004年度香港行政長官施政報告》上讚賞活動之舉辦。活動於2007年在立法會會議上獲立法會議員通過為其中一項發展多元化販商和市集經濟活動。
2012年，為香港電腦節最後一屆舉辦。

## 2005／2006年度
香港電腦節2005-2006資訊科技大匯展為第5屆，舉辦日期延期為2006年1月6日至2006年1月9日，以遷就2005年12月香港主辦的世界貿易組織第六次部長級會議，該次共錄得34萬入場人次以及1.6億港元之營業額。

## 2006／2007年度
香港電腦節2006-2007資訊科技大匯展為第6屆，主題為「數碼革命新紀元」，配合「正版正貨」為主軸。同時及與2006年12月舉行的亞洲遊戲展合作，加入電玩元素，並舉行「遊戲角色扮演大賽第二擊」，是Cosplay活動會首次在香港的電腦節舉行。這次申請參展的商戶達152個，超過歷屆，而最後出售的展位共85個，分佈於福華街（36個）、桂林街（15個）和福榮街（34個）各路段。
香港電腦商會會董薛鴻基稱，「今屆電腦節會以高清電視作為主打，因為現時DVD等數碼產品的輸出要求將會更高，而且高清產品愈來愈受歡迎，相信可以吸引不少顧客。」

## 2007／2008年度
因為區議會剛在2007年11月改組，籌備時間不足，所以此屆停辦。

## 2008／2009年度

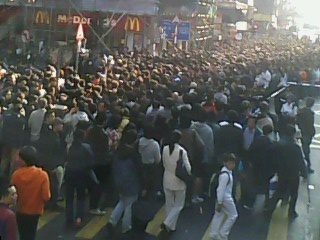
香港電腦節2008，福華街麥當奴入口擠滿人群

此屆碰上全球經濟衰退時期，但入場人次創下新高，超過50萬入埸人次紀錄，並創下2.3億生意額的佳積。2008年12月6日下午開始遊人更將整體會場擁擠得水洩不通，警方曾一度向公眾作呼籲請勿前往會場。

## 2009／2010年度
根據深水埗區議會電腦節專責小組遞交深水埗區議會的區議會文件，此屆的電腦節在地點及時間上均有所改變。地點由過往深水埗電腦商場附近的街道改到長沙灣遊樂場。黃金商場及高登電腦商場附近不再會設置攤位，以免影響附近居民。商場附近只作簡單佈置，帶起氣氛。為方便市民前往會場，大會安排了穿梭巴士接載市民往返長沙灣遊樂場及褔華街。

## 2011年度
- 深水埗區議會退出合辦香港電腦節，香港電腦商會單一主辦。[5]
- 按康文署合約要求，收取五元入場費。

## 圖片集

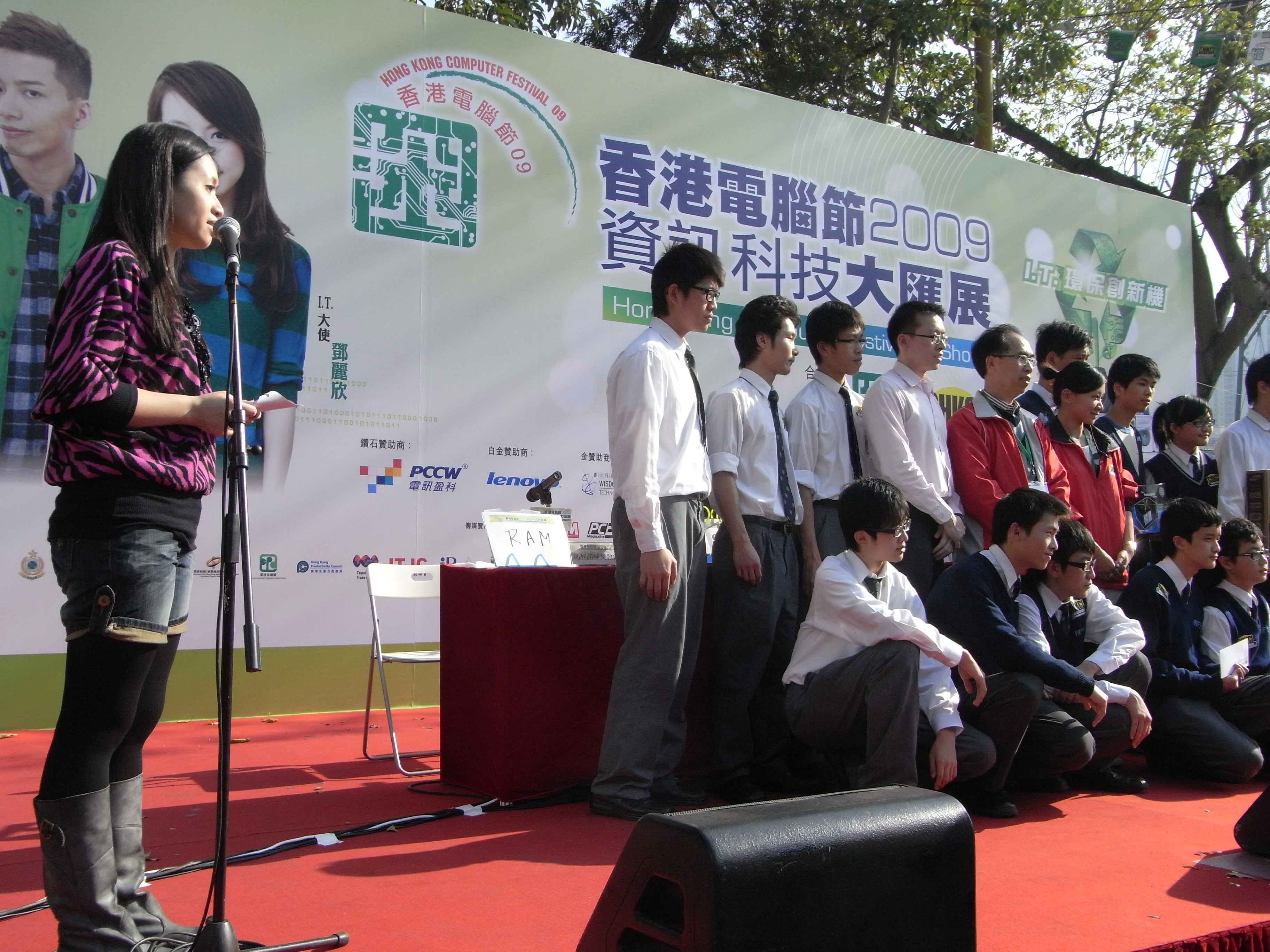
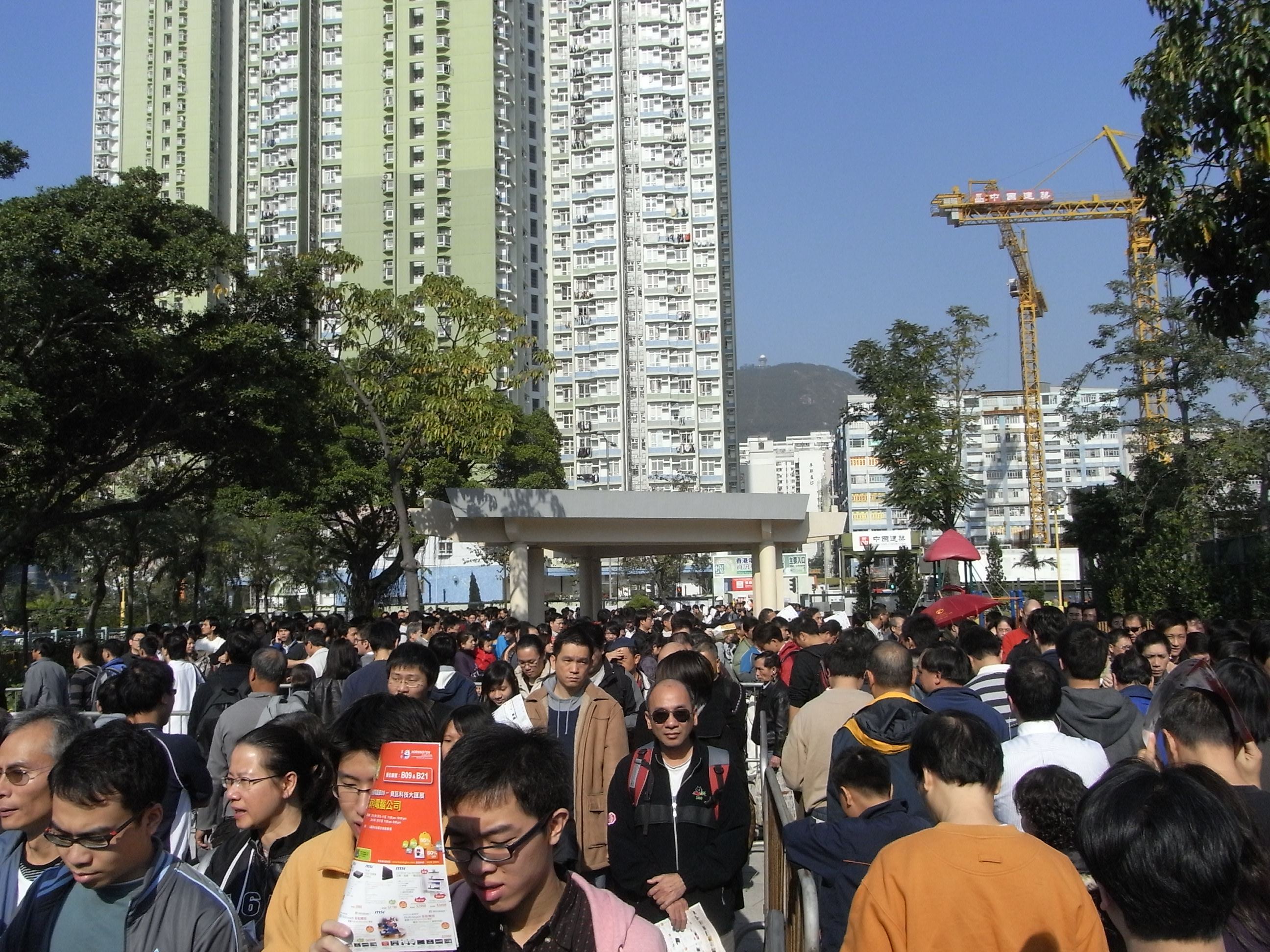
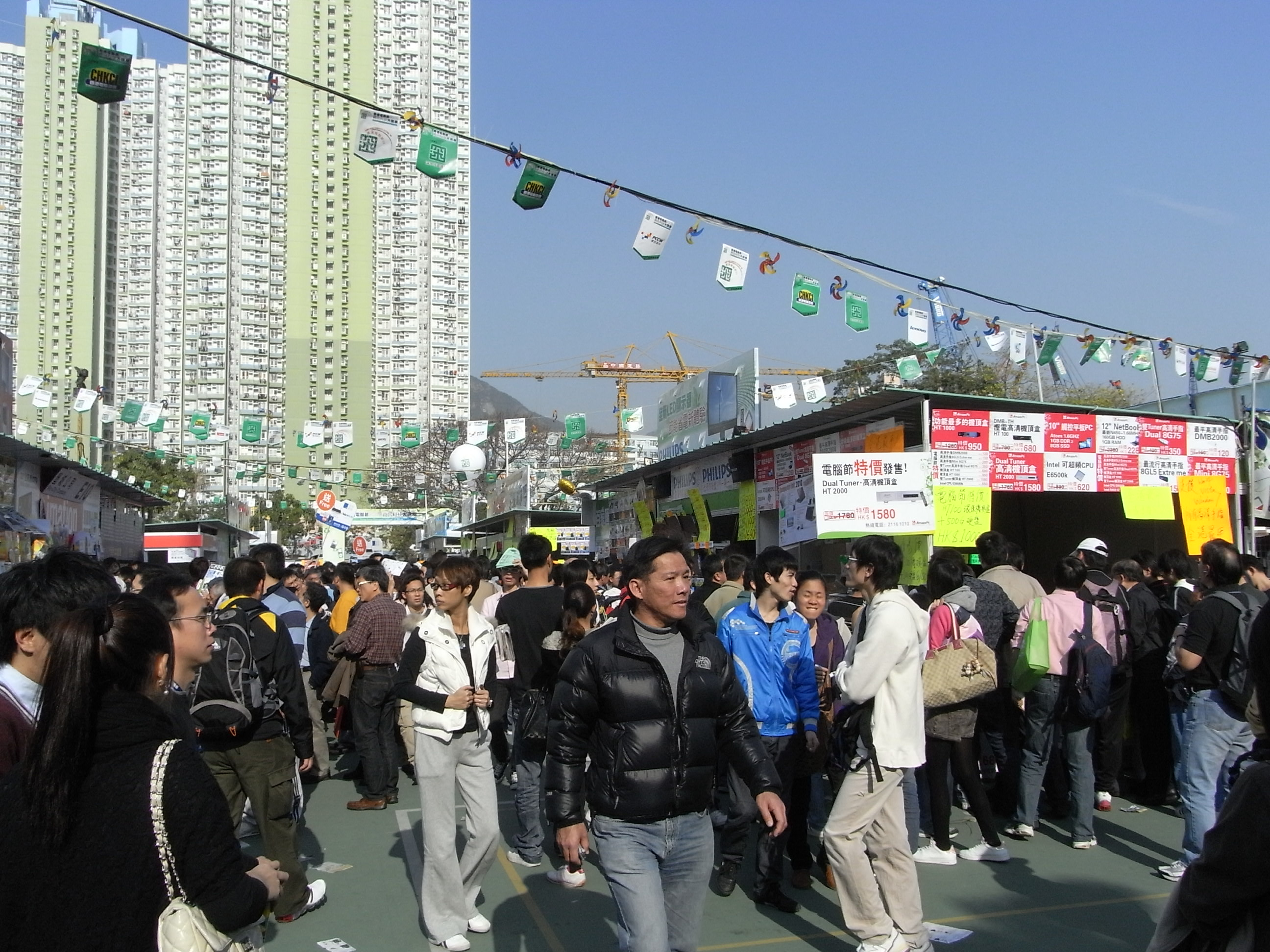
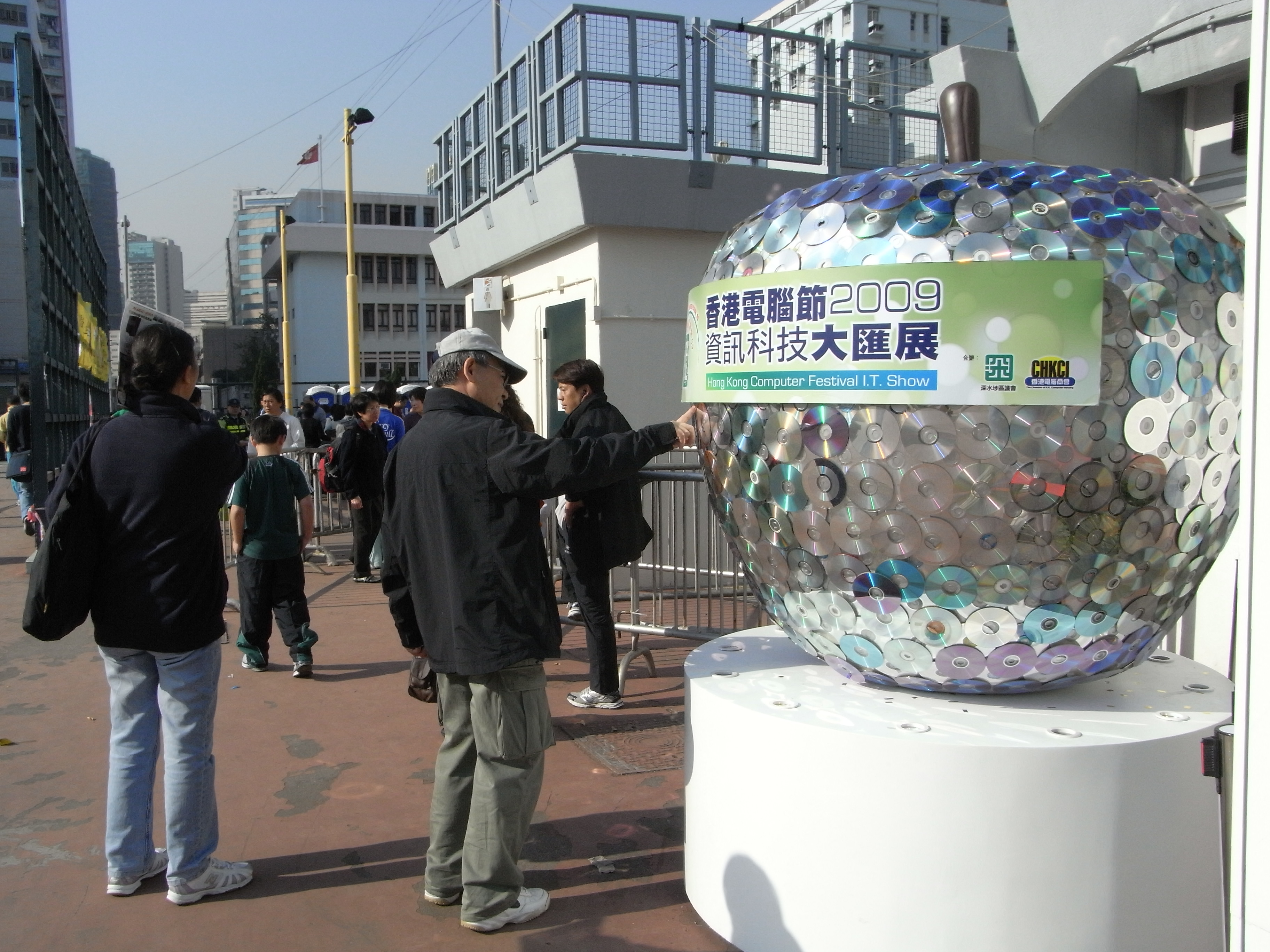
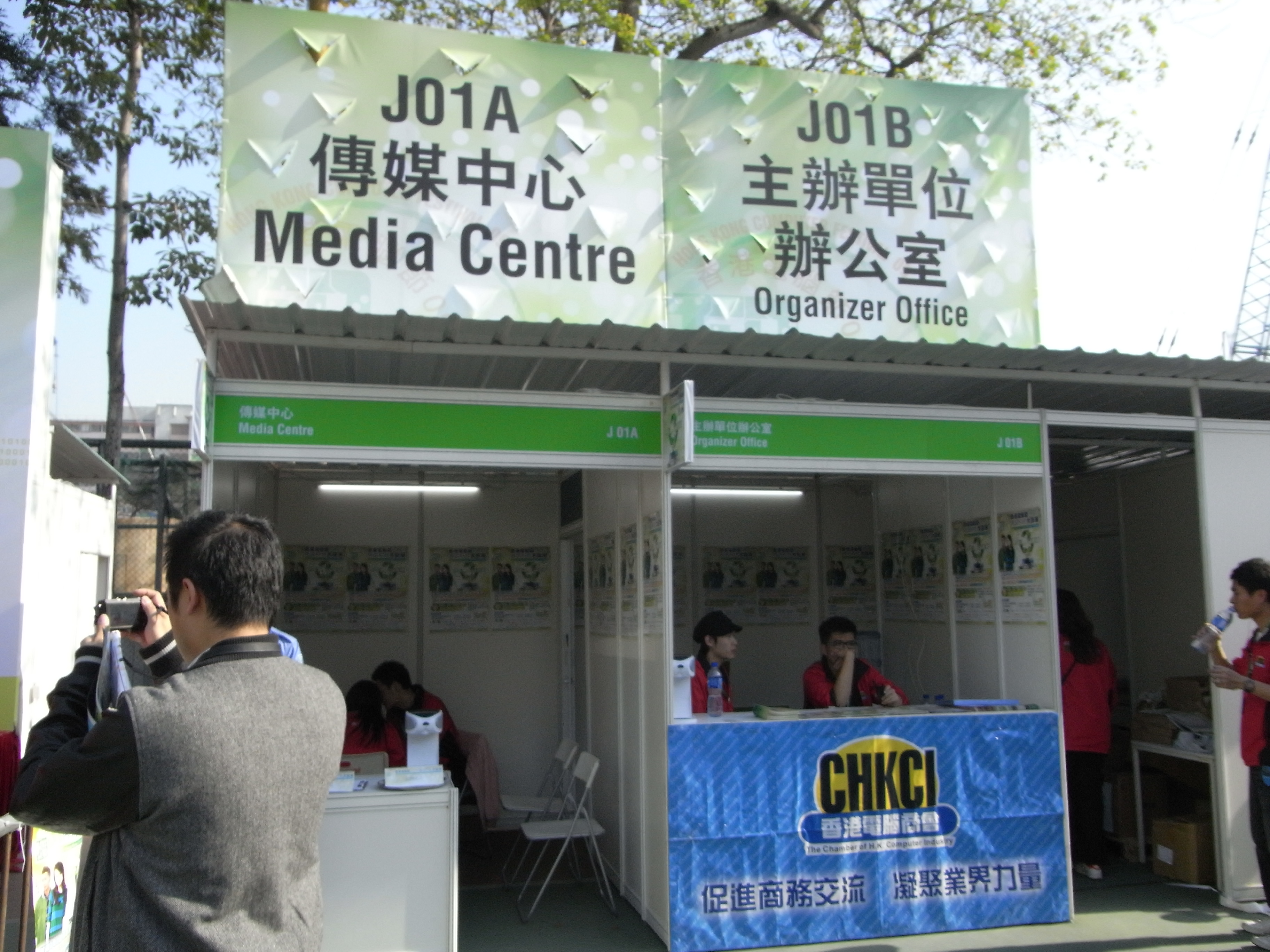
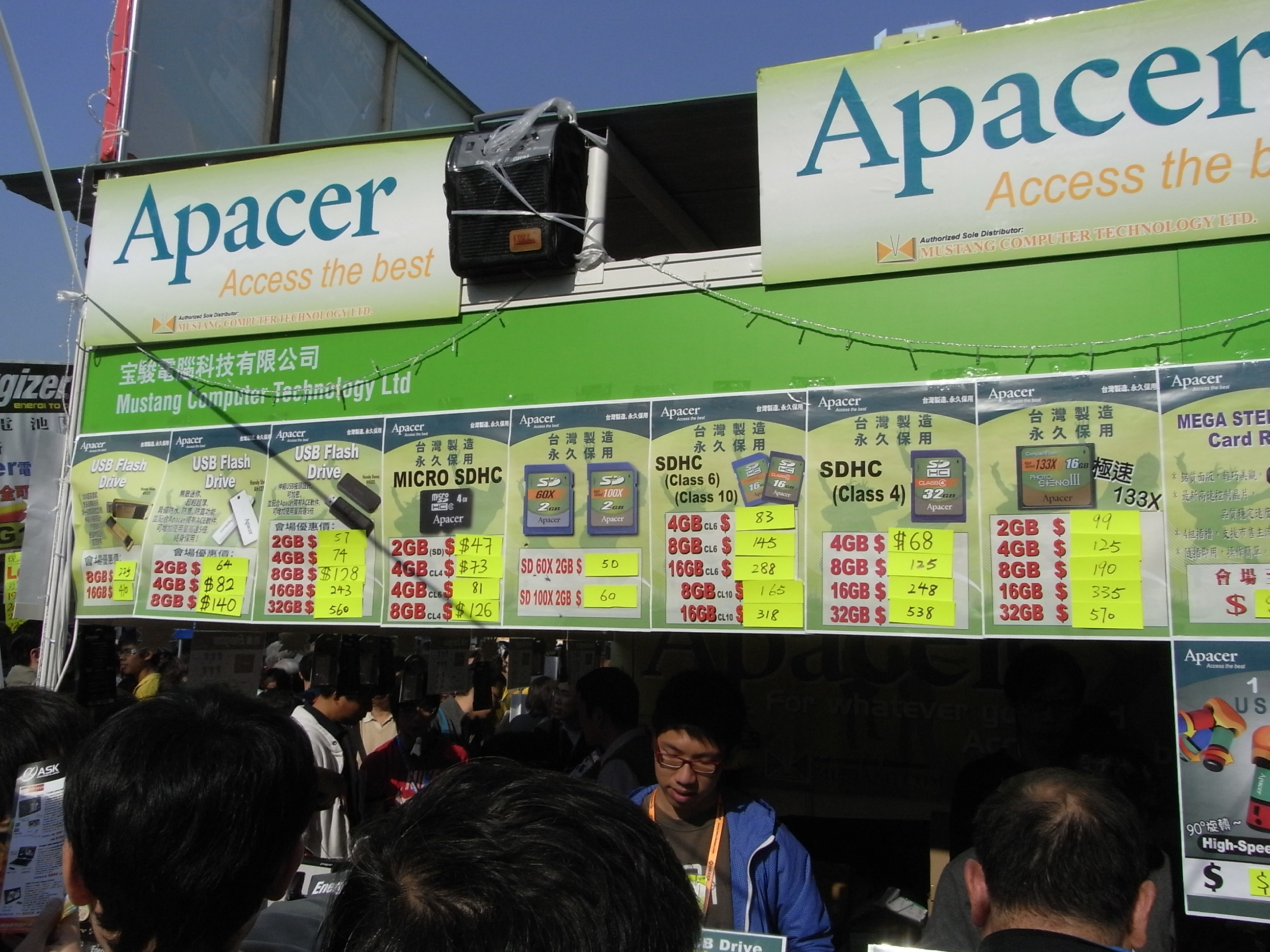
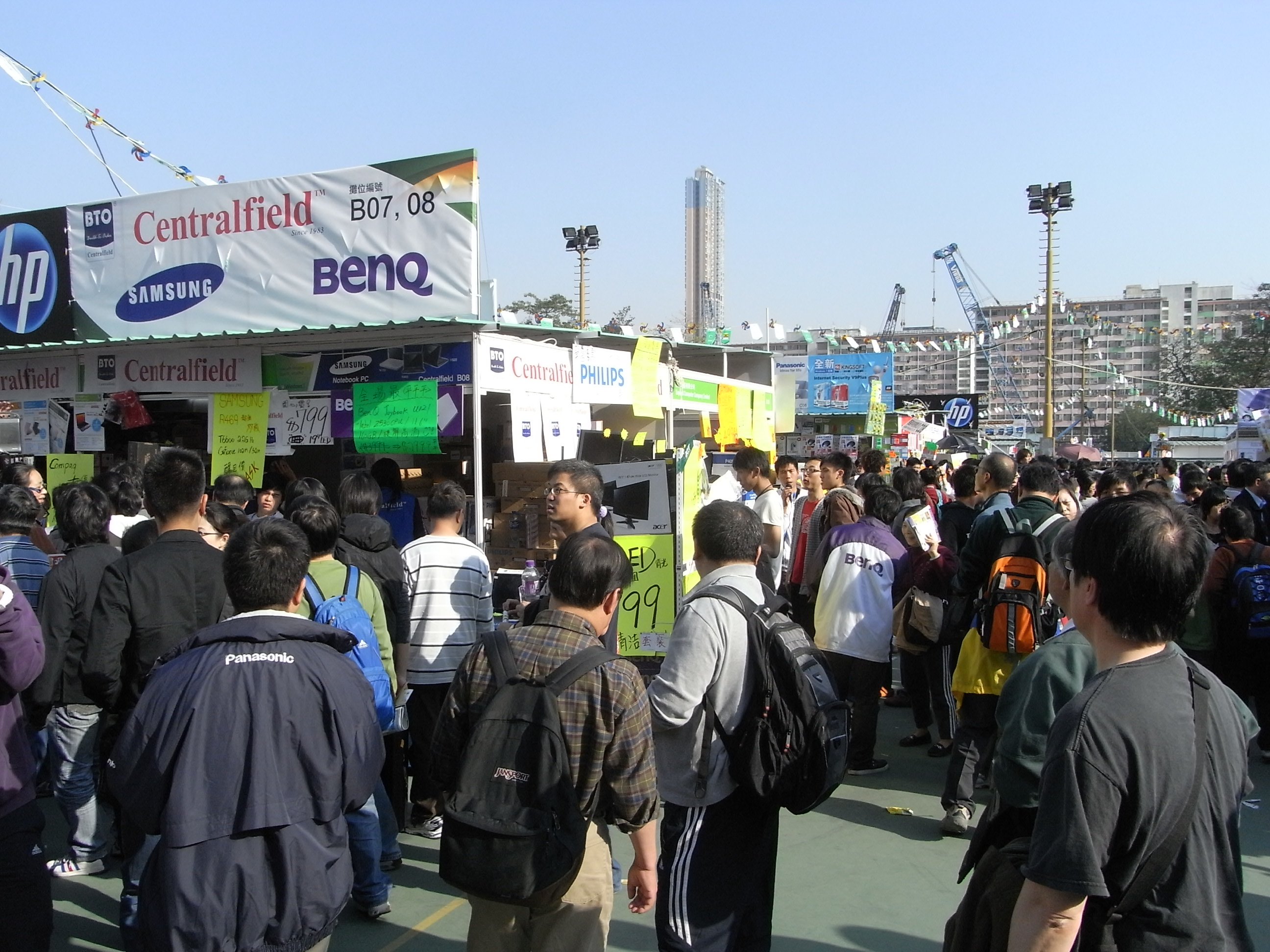
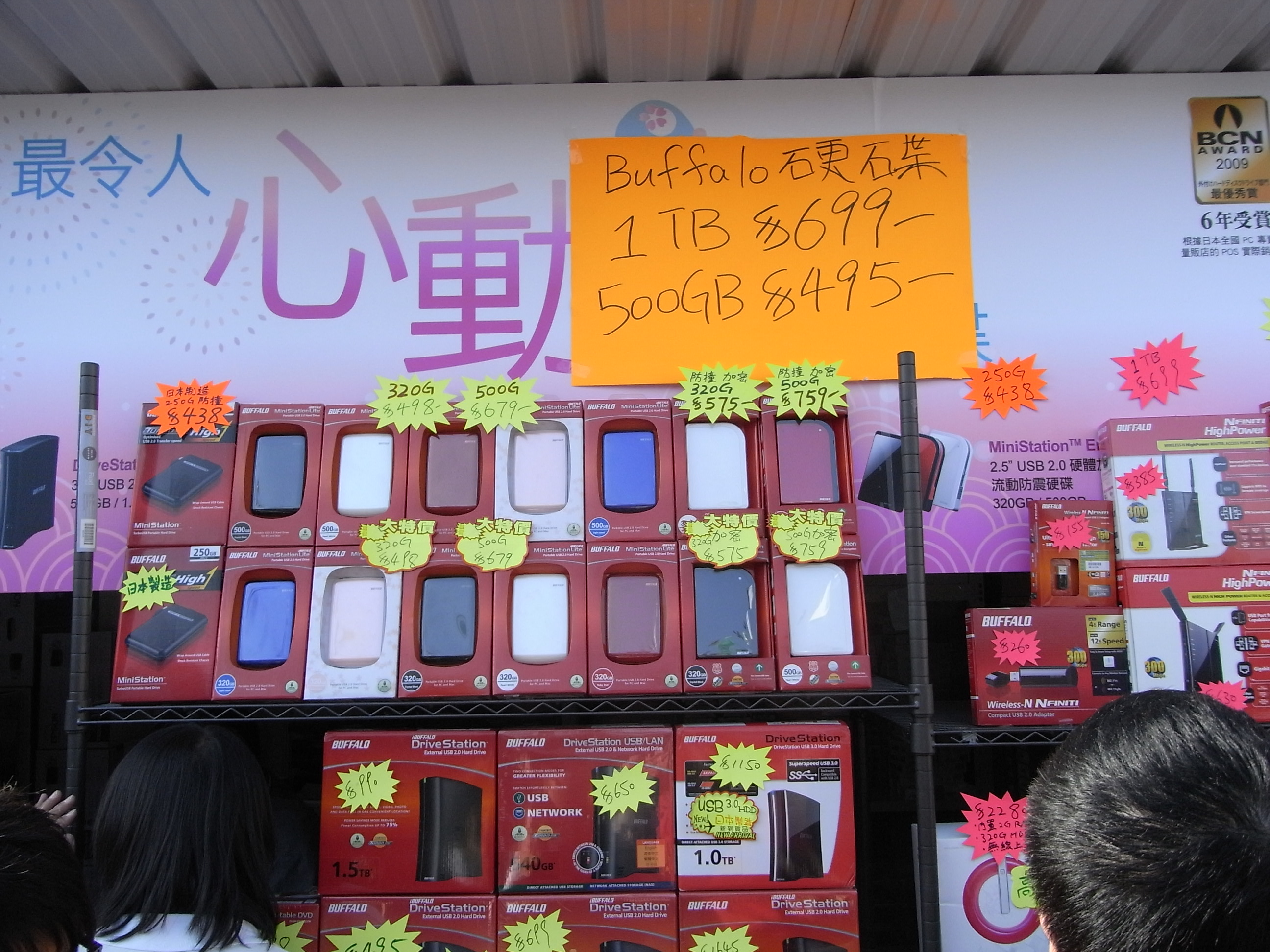
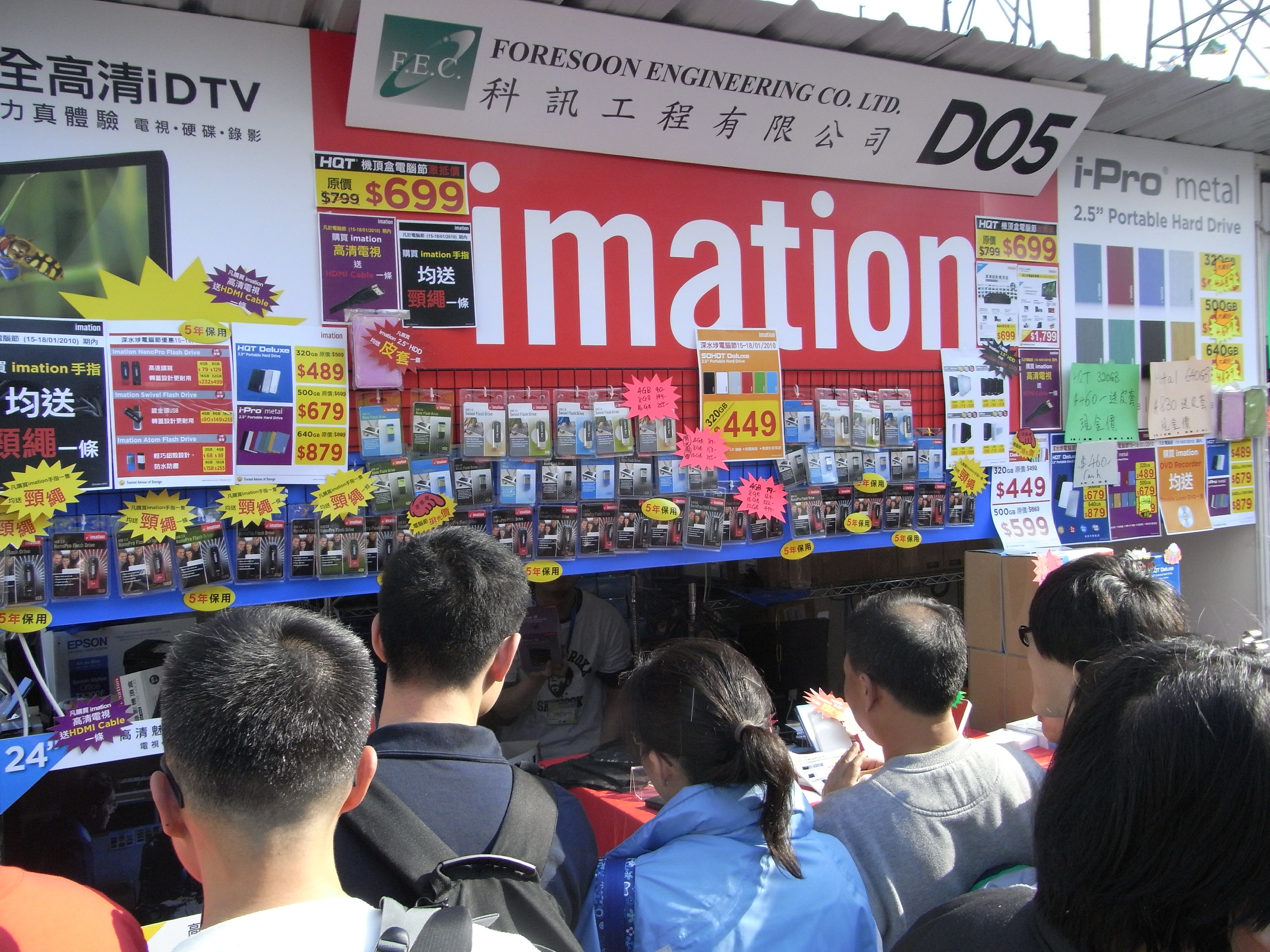
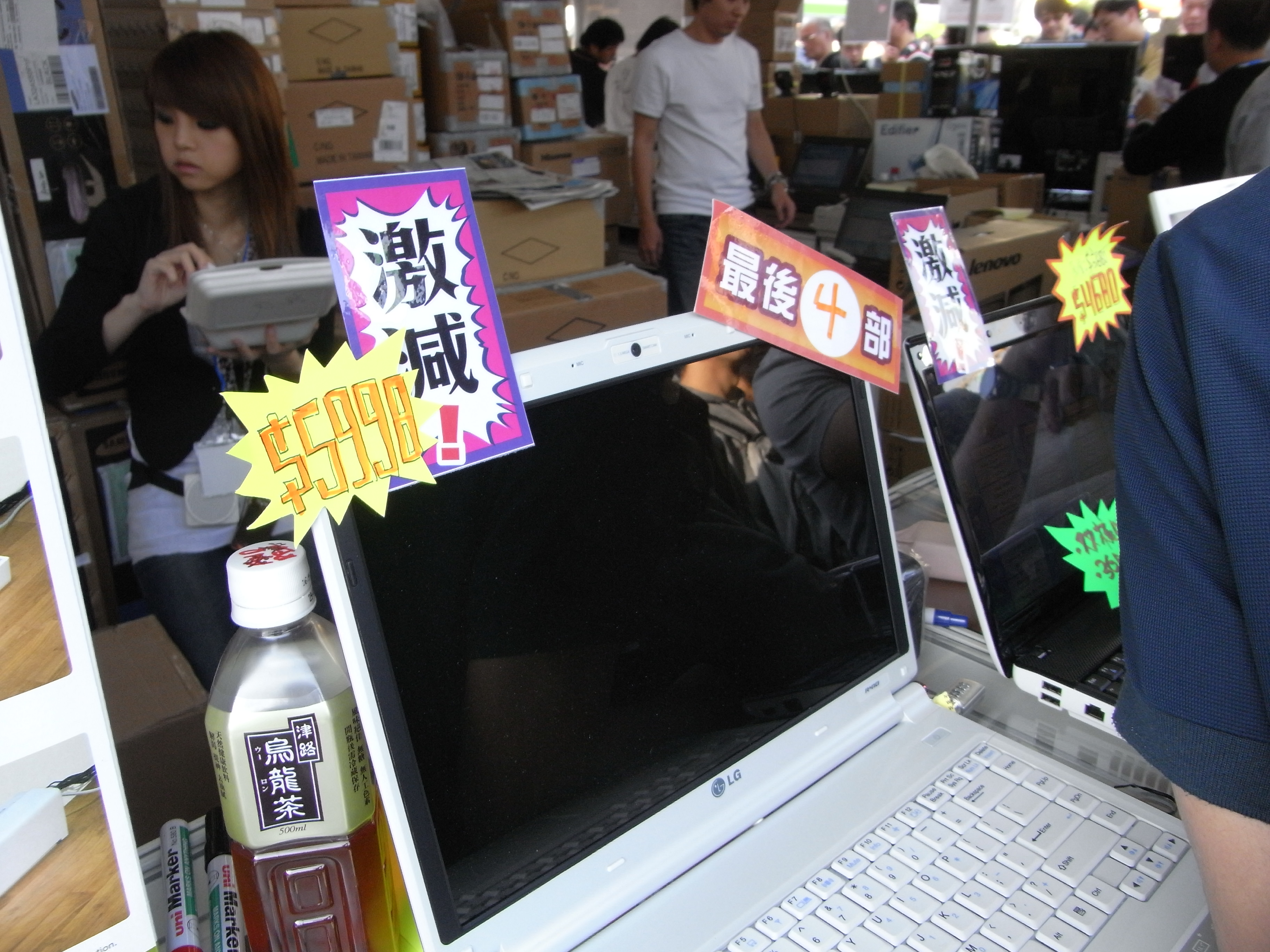
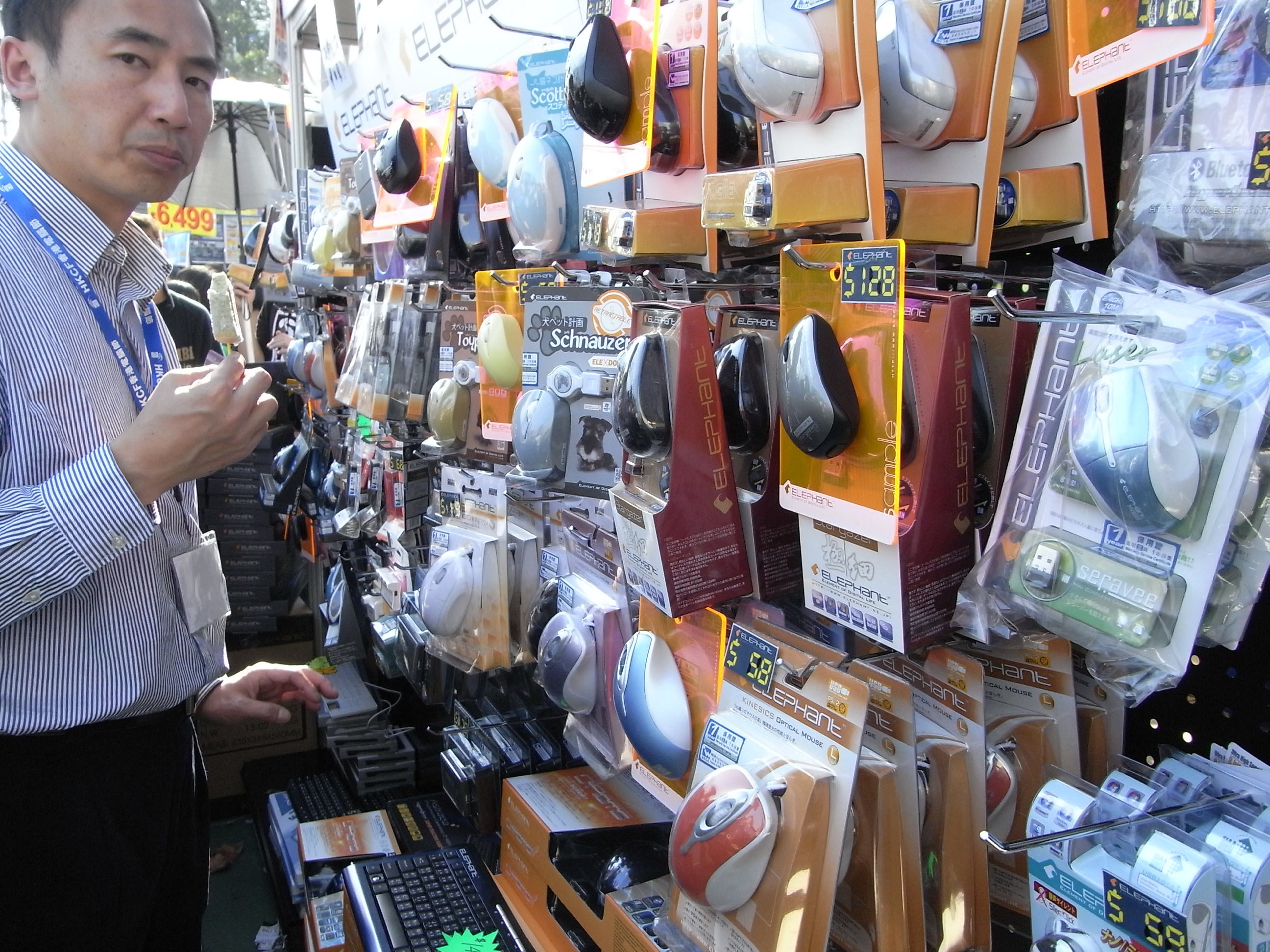
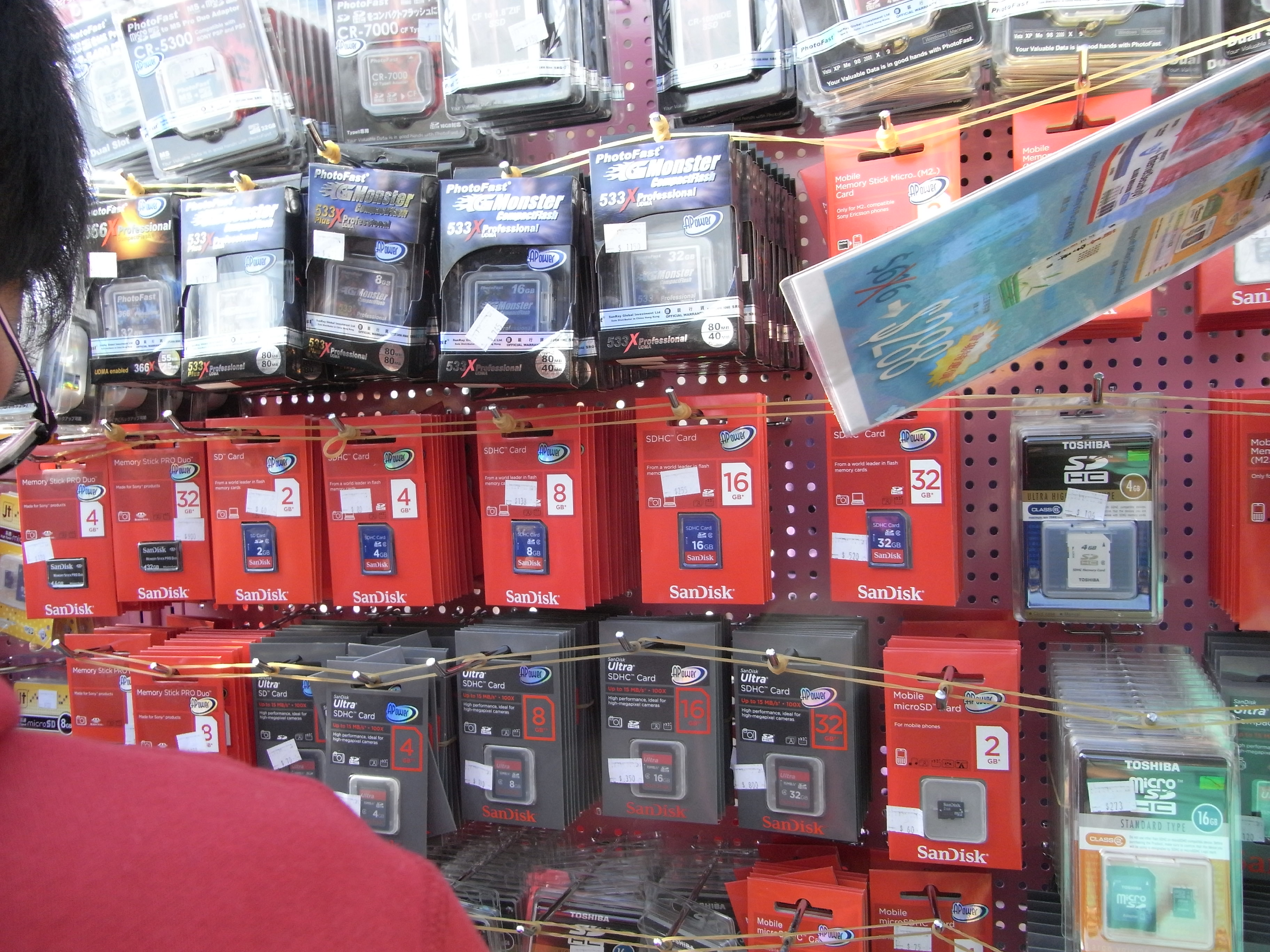
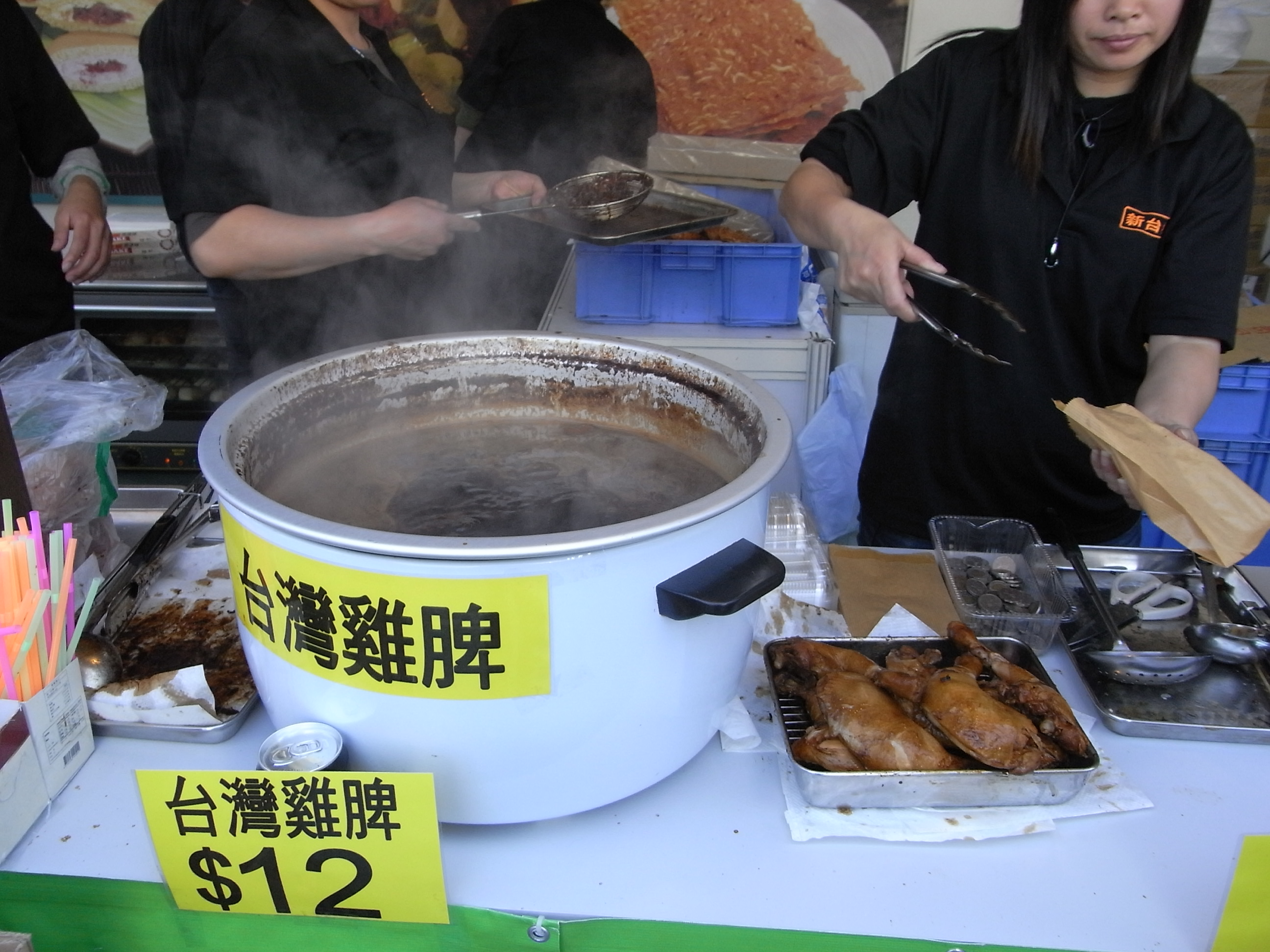
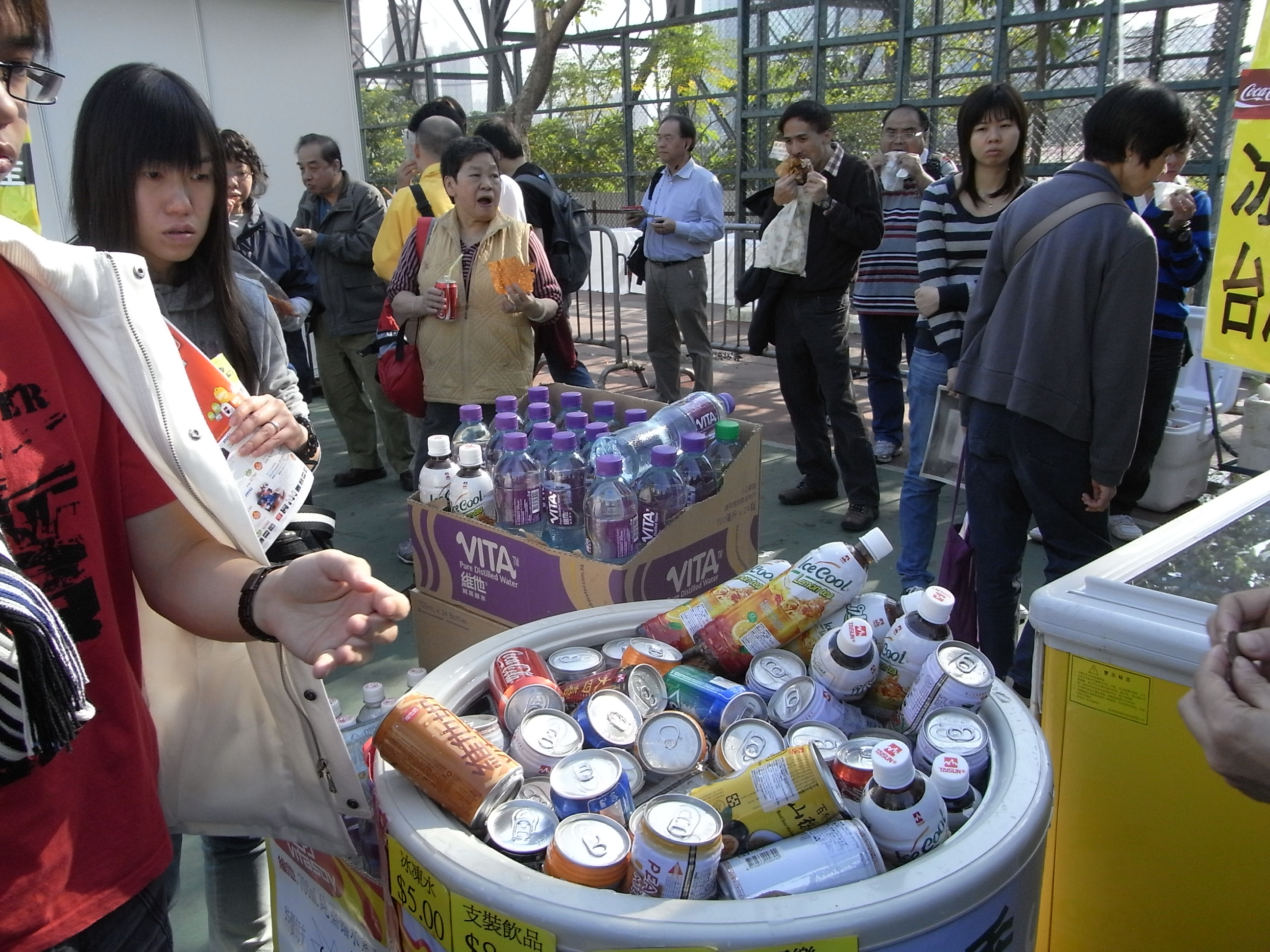
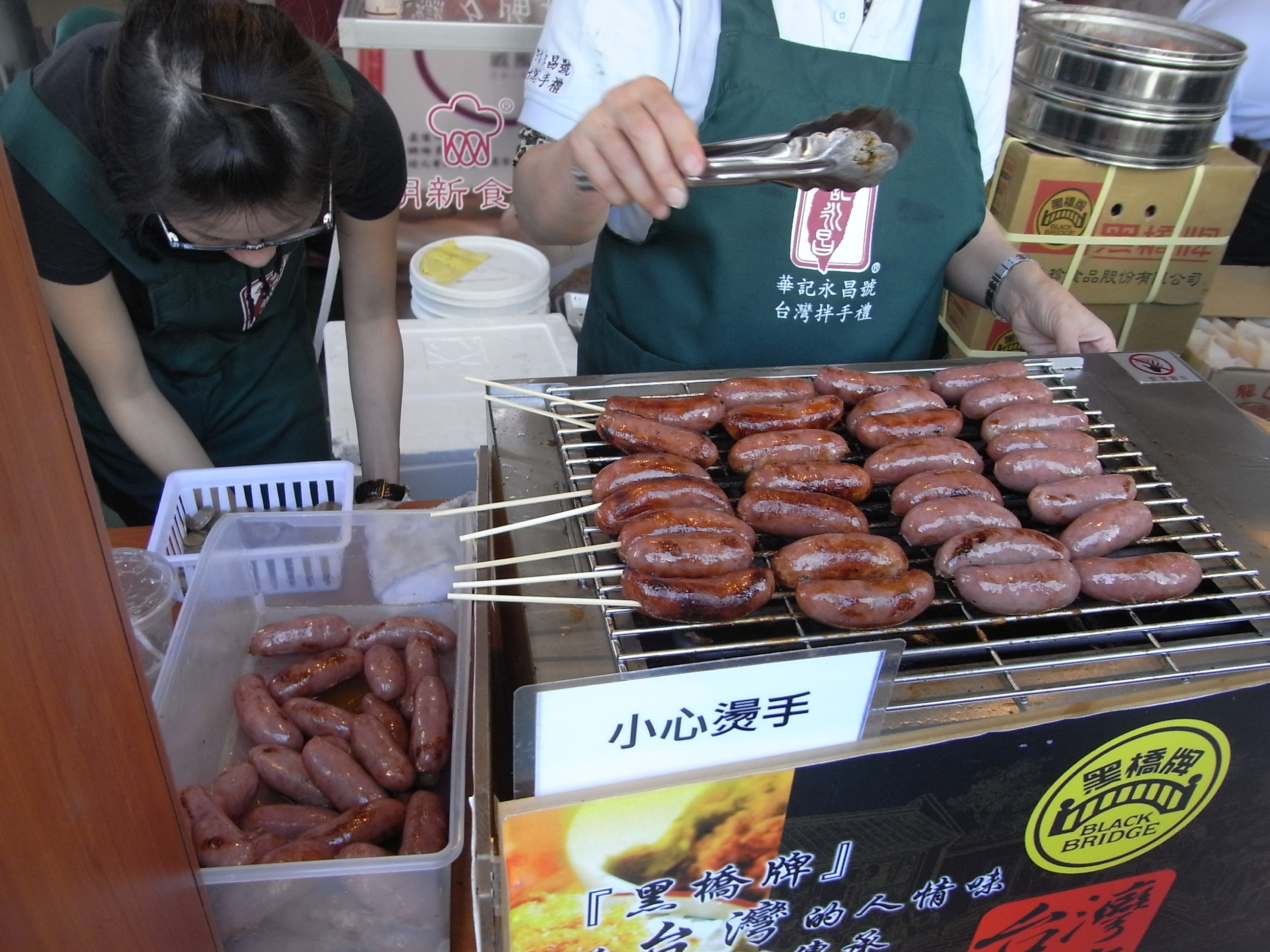
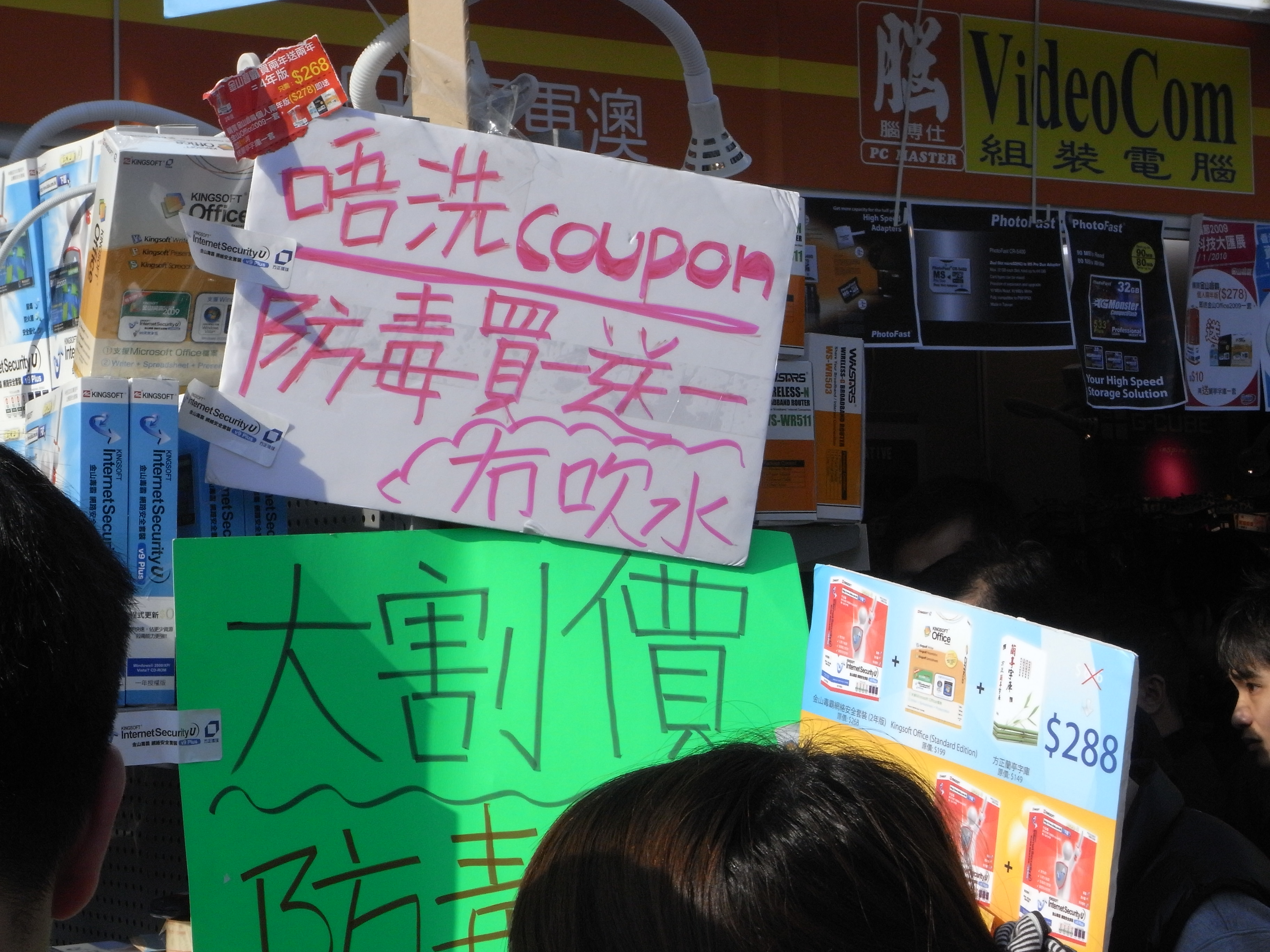

## 2011／2012年度
香港電腦節首次跨年舉行，也是最後一屆舉辦。

## 意外
香港電腦節2006年至2007年資訊科技大匯展最後一日（2007年1月15日）展覽時間近結束時候，會場附近發生小火，展覽被迫提早結束。

## 爭議
有黃金電腦中心和高登電腦中心的商戶不滿意主辦者一年於深水埗商場外舉辦兩次電腦節，認為會影響商場內商戶的生意。另外，通訊產品發展蓬勃，主辦者欲設立更多場地給更多參展商。因此，於2004年開始，主辦者舉辦香港電腦通訊節，於香港會議展覽中心舉行，時間通常在8月，而12月繼續於深水埗舉行香港電腦節。2009年4月2日至4月13日，香港電腦商會在九龍灣Megabox商場另外舉辦東九龍電腦節。
此外，深水埗電腦商場的商戶，因為不滿意香港電腦商會於2009年舉辦多次電腦節，指控電腦節獲政府資助，同時大部份商戶亦非商會會員，認為電腦節會影響商場人流，於2009年4月9日關閉店舖照明約15分鐘以示不滿。2010年1月，商戶開始更自行於電腦商場內舉辦活動，以及腦場電腦節抗衡。不過，最近幾次成效欠理想，腦場電腦節於2019年起全面停辦。

## 外部連結
香港電腦商會 （页面存档备份，存于）